# Тьоди
Тьоди (Tödi или Toedi) е най-високият връх на Гларнските Алпи - 3614 м. Намира се в Швейцария, на границата между кантоните Гларус и Граубюнден. Представлява трапецовиден масив, чиято връхна точка носи името Пиц Русейн. Заобиколен е от няколко неголеми ледника - Бифертен (стръмен и труднодостъпен), Сандфирн (покрит с дребни камъни и пясък), както и от други високи върхове. Най-близките са на югозапад - Пиц Урлаун и Бифертенещок. На север се отделя късо било, което води до успоредния рид Клариден. В подножието на върха води началото си голямата река Линт - основен приток на Аар (в басейна на Рейн). Там денивелацията между върха и долината е почти 3 км, а една част от склона представлява 1500-метрова отвесна стена.

Поради факта, че се издига 500 м. над близкото било, Тьоди се вижда отдалеч и привлича вниманието с блестящата на слънцето заснежена снага. От него също се открива обширна панорама чак до Валензее и Цюрихското езеро.
Първият опит за покоряване на върха е дело на Плацидус а Спеша - монах от манастира в близкия град Дисентис. Той не успява, но запленен от идеята, изпраща двамата местни ловци Августин Бисколм и Плаци Куршелас да изпълнят мечтата му. На 1 септември 1824 г. те се озовават на върха. През 1863 г., когато е създаден Швейцарският алпийски клуб, районът на Тьоди е първият обект на изследване. Тук е построена и първата хижа в Швейцария - Грюнхорн. Днес върхът се изкачва по два основни маршрута, които започват от друга известна хижа - Фридолин.